# Warqa und Gulschah

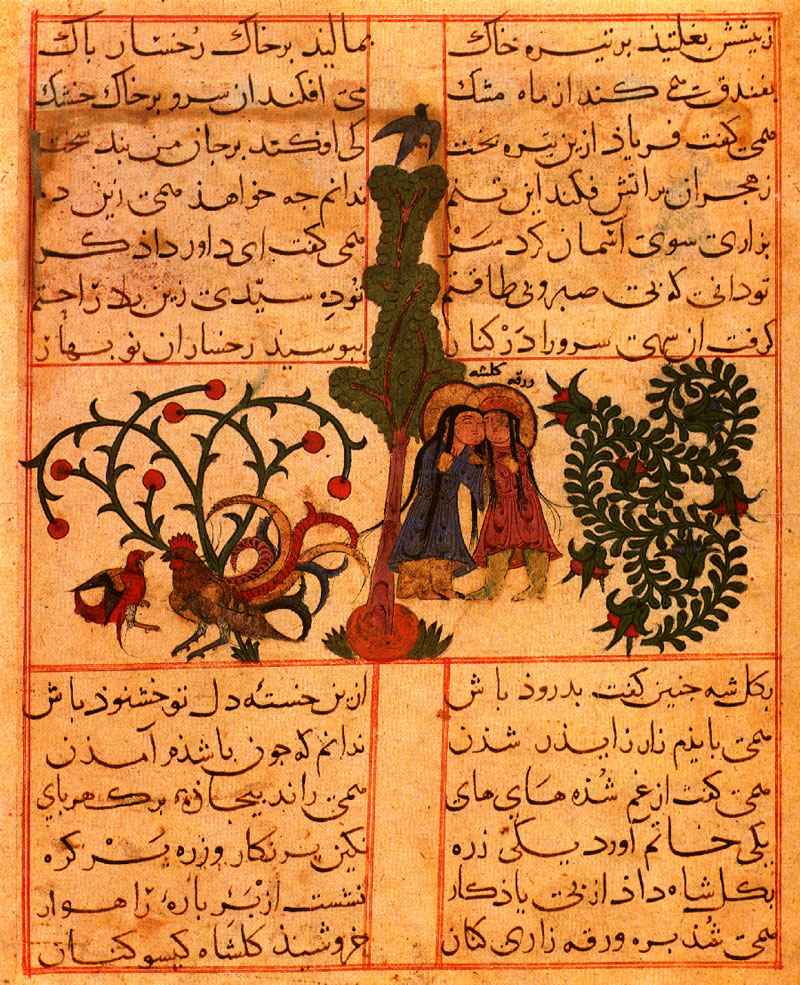
Darstellung aus Warqa und Gulschah, Miniaturmalerei, 13. Jahrhundert

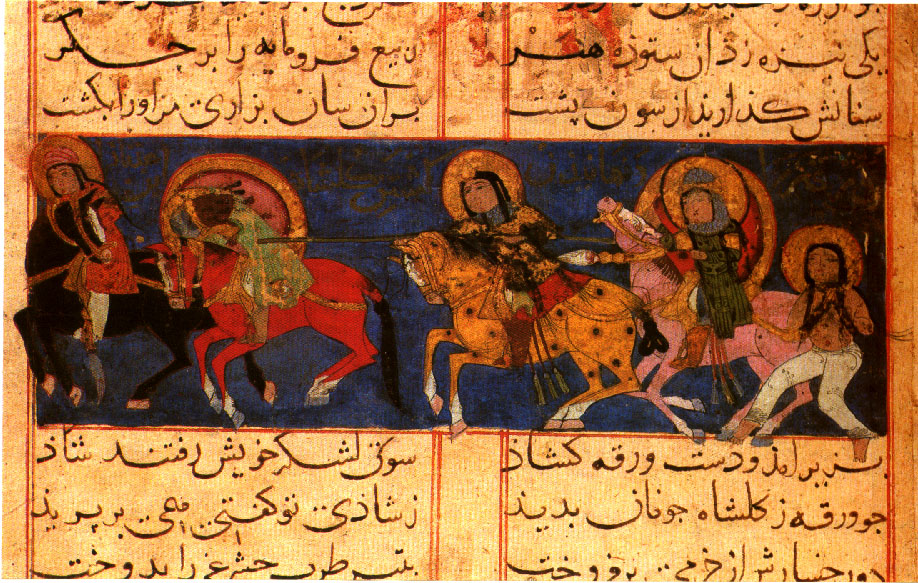

Warqa und Gulschah (Varqa o Golshāh, Wargha wa Golschāh) des Dichters Ayyuqi (11. Jahrhundert, zwischen 1010 und 1050), gehört zu den frühesten persischen Liebesepen. Seine Schilderung des kriegerischen Nomadenlebens und des Luxus bei Hofe machten es berühmt.

## Handlung
„Warqa und Gulscha lieben einander seit ihrer Kindheit. Als jedoch die Vorbereitungen zum Hochzeitsfest getroffen werden, überfällt ein benachbarter Beduinenstamm das Lager und raubt die Braut. Warqa und Gulschah bleiben sich trotz aller Hindernisse treu, und ihre Liebe über den Tod hinaus erfährt eine märchenhafte Belohnung.“ (Sandammeer: Ayyuqi)

## Edition
- Zabihollah Safa, Varqa o Golshah. Edition der im Topkapi-Museum, Istanbul, befindlichen Handschrift mit Einleitung, Glosse und Anhang, Teheran 1964

## Französischsprachige Ausgabe
Ayyuqi: Le Roman de Varqe et Golšâh : essai sur les rapports de l'esthétique littéraire et de l'esthétique plastique dans l'Iran pré-mongol, suivi de la traduction du poème. Maisonneuve, Paris 1970, OCLC 251820420. Übersetzung aus dem Persischen und Einführung von Assadullah Souren Melikian-Chirvani, Reihe: „Arts asiatiques : Annales du Musée Guimet et du Musée Cernuschi“, Bd. 22.

## Deutschsprachige Ausgaben
- Ayyuqi: Warqa und Gulschah. Manesse Verlag, Zürich 1992, ISBN 3-7175-1820-8., Übersetzung aus dem Persischen und Nachwort von Alexandra Lavizzari, Reihe: „Manesse Bibliothek der Weltliteratur“, mit 11 Miniaturen in Farbe; Neuausgabe:
- Ayyuqi: Die Geschichte der Liebe von Warqa und Gulschah. Unionsverlag, Zürich 2001, ISBN 3-293-20214-4.

## Weiterführende Literatur und Internetseiten
- Melikian-Chirvani, Assadullah Souren. „The Romance of Varghe and Golshah“. In: The UNESCO Courier, Bd. 24 (1971), Nr. 10 (Oktober), S. 27–29.
- Jazayer, Mohammad Ali. „Review: Varqa va Golshāh-e 'Ayyuqi Ẓabiḥ-ol-lāh Ṣafā“. In: Journal of the American Oriental Society, Bd. 92 (1972), Nr. 1, S. 130–131.
- Large Coloured Military Illustrations from the Manuscript of the Romance of Varqa and Gulshah (ca. 1250)